# Nemosenecio solenoides
Nemosenecio solenoides là một loài thực vật có hoa trong họ Cúc. Loài này được (Dunn) B.Nord. mô tả khoa học đầu tiên năm 1978.